# Solakovići (förstörd befolkad plats i Bosnien och Hercegovina)
Solakovići - Ilijaš
Solakovići är en förstörd befolkad plats vid Ilijaš - Sarajevo i Bosnien och Hercegovina.   Den ligger i entiteten Federationen Bosnien och Hercegovina, i den centrala delen av landet, 15 km norr om huvudstaden Sarajevo. Solakovići ligger 737 meter över havet och antalet invånare är 200.
Terrängen runt Solakovići är kuperad. Runt Solakovići är det ganska tätbefolkat, med 93 invånare per kvadratkilometer.. Närmaste större samhälle är Sarajevo, 15,3 km söder om Solakovići.
I omgivningarna runt Solakovići växer i huvudsak lövfällande lövskog.